# Vuelo 1885 de Swiss International Air Lines
El Vuelo 1885 de Swiss International Air Lines  fue un vuelo internacional de pasajeros programado operado por Swiss International Air Lines desde el Aeropuerto Internacional de Bucarest-Henri Coandă en Bucarest, Rumania, hasta el Aeropuerto Internacional de Zúrich en Zúrich, Suiza. El 23 de diciembre de 2024, el Airbus A220-300 experimentó una falla del motor a 40,000 pies (12,192 m), lo que provocó que entrara humo en la cabina de pasajeros. La aeronave realizó un aterrizaje de emergencia en el Aeropuerto de Graz, Austria, y los 79 ocupantes fueron evacuados.
Un miembro de la tripulación fue trasladado en avión a un hospital en Graz y murió el 30 de diciembre de 2024, una semana después del accidente. Este fue el primer accidente fatal de Swiss International Air Lines y  el Airbus A220.

## Aeronave
La aeronave involucrada en el accidente era un Airbus A220-300, fabricado en 2017, y con número de registro HB-JCD. La aeronave estaba propulsada por dos motores Pratt & Whitney PW1524G-3.

## Accidente
El vuelo 1885 despegó desde el Aeropuerto Internacional de Bucarest-Henri Coandă en Bucarest, Rumania, hasta el Aeropuerto Internacional de Zúrich en Zúrich, Suiza. Durante su trayecto a Zúrich, El avión sufrió una falla en el motor a los 40 000 pies, lo que provocó que entrara humo en la cabina de pasajeros. El vuelo se vio obligado a desviarse al Aeropuerto de Graz. A las 16:33 UTC, el vuelo aterrizó de emergencia en el aeropuerto de Graz, y los 79 pasajeros y miembros de la tripulación fueron evacuados utilizando los toboganes de emergencia. 12 pasajeros y 5 miembros de la tripulación recibieron atención médica. Dos miembros de la tripulación de cabina todavía estaban en el hospital el 27 de diciembre, y el 30 de diciembre, una semana después del accidente, la aerolínea anunció que uno de los miembros de la tripulación había muerto.

## Investigación
Durante las investigaciones iniciales se detectó una falla del motor debido a un patrón en falla previamente desconocido. Se encontró que el eje principal del motor izquierdo estaba fracturado.
También se inició una investigación técnica por las ineficiencias del equipo de protección respiratoria (PBE) de los pilotos. Debido a problemas de manejo y rendimiento, Swiss Air Lines había iniciado un programa de reemplazo en octubre de 2023 que se esperaba que finalizara en el primer trimestre de 2025.
Tiempo después del incidente, 10 pasajeros presentaron una denuncia penal, de un vuelo anterior de Austrian Airlines, no relacionado, que se encontró con una fuerte tormenta de granizo, en la denuncia, se afirmaba un patrón de comportamiento por parte del ente investigador SUB. La denuncia afirmaba que el SUB inicialmente intentó clasificar el incidente de Swiss Air Lines como un «Incidente menor o no letal». Otras denuncias alegaban la manipulación inadecuada de las mascarillas del sistema de respiración PBE potencialmente defectuosas. Según se informaba a algunos medios de comunicación locales, el personal de tierra del aeropuerto transportó el sistema PBE en una «bolsa de basura sin identificar» a petición de un investigador de la comisión de investigación SUB y las dejó apartadas en un rincón, lo que generó preocupación por la preservación de las pruebas recaudadas. La fiscalía de investigación y delitos contra la vida de Graz actualmente se encuentra en el proceso de recolección de pruebas por los posibles cargos de homicidio involuntario y lesiones corporales relacionados con el incidente de Swiss Air Lines. La denuncia mencionada también alegaba que la comisión de investigación SUB tenía un historial deprorable de minimizar los daños en los incidentes aéreos, citando el caso de Austrian Airlines, donde supuestamente no se protegieron los datos de la grabadora de vuelo tras una tormenta de granizo. La comisión SUB negó las acusaciones días después de la denuncia.
El 17 de marzo de 2025 el Ministerio Federal de Acción Climática, Medio Ambiente, Energía, Movilidad, Innovación y Tecnología publicó el Informe Preliminar Escrito.

## Secuelas
El accidente del vuelo 1885 fue el primer accidente fatal en la historia de Swiss International Air Lines desde su fundación en 2002, y el primer accidente fatal que involucra a la familia Airbus A220 desde su lanzamiento en 2016.